# 25924 Douglasadams
25924 Douglasadams là một tiểu hành tinh vành đai chính. Nó được phát hiện bởi LINEAR ngày 19 tháng 2 năm 2001 và có tên chỉ định là 2001 DA42.